# Live (City and Colour)
Live är en CD/DVD inspelad under en konsert med City and Colour. Den utgavs 6 mars 2007. En specialutgåva släpptes vid samma tillfälle som innehåller ett USB-minne med fotografier från MMVA- och Much On Demand-konserter..

## Låtlista
Alla låtar skrivna av Dallas Green om inget annat noterats.
1. "Forgive Me" - 2:29 (Tidigare osläppt)
2. "Comin' Home" - 4:36
3. "Like Knives" - 4:22
4. "Sam Malone" - 4:57
5. "Day Old Hate" - 6:28
6. "Confessions" - 4:21 (Tidigare osläppt)
7. "Save Your Scissors" - 4:36
8. "Casey's Song" - 3:18 (musik Dallas Green, text Casey Baker)
9. "Sometimes (I Wish)" - 6:02
10. "Happiness By the Kilowatt" - 4:57 (Alexisonfire-cover)
11. "Comin' Home" - 4:47 (Alternativ version)*
12. "Save Your Scissors" - 4:26 (Alternativ version)*
13. "Sensible Heart" - 4:07 (Tidigare osläppt)*

* Bonusspår

## DVD
1. Forgive Me
2. Comin' Home
3. Like Knives
4. Sam Malone
5. Day Old Hate
6. Confessions
7. Save Your Scissors
8. Casey's Song
9. Sometimes (I Wish)
10. Happiness By The Kilowatt

### Bonusmaterial
- Forgive Me (Malkin Bowl, Vancouver)
- Hello, I'm In Delaware (Malkin Bowl, Vancouver)
- Comin' Home (Malkin Bowl, Vancouver)
- Wastin' Time (Halifax Club med Ron Sexsmith)